# Aleksandr Łoginow (hokeista)
Aleksandr Jurjewicz Łoginow, ros. Александр Юрьевич Логинов (ur. 18 lutego 1987 w Ufie) – rosyjski hokeista.

## Kariera
- Saławat Jułajew 2 Ufa (2003–2006, 2007-2008)
- Saławat Jułajew Ufa (2005-2008)
- Toros Nieftiekamsk (2008-2009)
- HC Energie Karlowe Wary (2009-2010)
- Torpedo Niżny Nowogród (2010-2011)
- Awtomobilist Jekaterynburg (2011-2012)
- Amur Chabarowsk (2012-2014)
- Awtomobilist Jekaterynburg (2014-2015)
- Saławat Jułajew Ufa (2015-2018)
- Sibir Nowosybirsk (2018-2020)
- Nieftiechimik Niżniekamsk (2020)
- HSC Csíkszereda (2021)
- Unia Oświęcim (2021)

Wychowanek Saławatu Jułajew Ufa i od września 2015 ponownie zawodnik macierzystego klubu. W lipcu 2016 przedłużył kontrakt o dwa lata. Odszedł z klubu po sezonie 201772018. W maju 2018 przeszedł do Sibiru Nowosybirsk, a w maju 2020 do Nieftiechimika Niżniekamsk. Tam na koniec listopada 2020 rozwiązano z nim kontrakt. Na początku stycznia 2021 ogłoszono jego transfer do rumuńskiego HSC Csíkszereda. Pod koniec lipca 2021 ogłoszono jego transfer do Unii Oświęcim, a pod koniec sierpnia 2021 ogłoszono rozwiązanie jego kontraktu.
Uczestniczył w turnieju mistrzostw świata do lat 20 edycji 2007.

## Sukcesy
Reprezentacyjne
- Srebrny medal mistrzostw świata juniorów do lat 20: 2007

Klubowe
- Złoty medal mistrzostw Rosji: 2008 z Saławatem Jułajew Ufa

Indywidualne
- KHL (2015/2016): trzecie miejsce w klasyfikacji strzelców wśród obrońców sezonie zasadniczym: 11 goli